# Prognathodes brasiliensis
Prognathodes brasiliensis is een  straalvinnige vissensoort uit de familie van koraalvlinders (Chaetodontidae). De wetenschappelijke naam van de soort is voor het eerst geldig gepubliceerd in 2001 door Burgess.
De soort staat op de Rode Lijst van de IUCN als niet bedreigd, beoordelingsjaar 2009.